# Sankt Michaels Katedralen (Alba Iulia)
Sankt Michaels Katedralen (rumænsk: Catedrala Sfântul Mihail, ungarsk: Gyulafehérvári Szent Mihály érseki székesegyház) er en katedral i byen Alba Iulia i Rumænien. Katedralen er domkirke for Ærkebispedømmet Alba Iulia i Den romersk-katolske kirke.
Kirken er den ældste og længste katedral i Rumænien. Den første kirke på stedet blev opført i romansk stil i slutningen af 1000-tallet men blev ødelagt under Mongolernes invasion af Europa i 1241. Kirken blev genopført på det gamle fundament i midten af 1200-tallet i overgangsstilen mellem romansk stil og gotisk stil.

## Begravelser
Flere berømte personer er begravet i kirken:
- Johan Hunyadi, regent (1446–1453) i Kongeriget Ungarn
- Dronning Isabella, gift med Johan Zápolya
- Johan Sigismund Zápolya, konge af Ungarn 1540–1570 og fyrste af Transsylvanien 1570–1571
- Áron Márton (1896-1980), romersk-katolsk biskop, retfærdig blandt nationerne

## Galleri
- Interiør
- Tårnet
- Koret

## Eksterne links
- Wikimedia Commons har flere filer relateret til Sankt Michaels Katedralen (Alba Iulia)